# Eleições parlamentares europeias de 2019 (Bélgica)
As eleições parlamentares europeias de 2019 na Bélgica foram realizadas a 26 de Maio e serviram para eleger os 21 deputados nacionais para o Parlamento Europeu. Como em eleições anteriores, os deputados serão eleitos em separado por cada uma das 3 regiões autônomas belgas: 12 pela Região Flamenga, 8 pela Região Francesa e 1 pela Região Alemã.

## Composição Anterior

### Partidos Nacionais
| Partido         | Partido                         | Deputados       | Grupo                                             |
| Região Flamenga | Região Flamenga                 | Região Flamenga | Região Flamenga                                   |
| --------------- | ------------------------------- | --------------- | ------------------------------------------------- |
|                 | Nova Aliança Flamenga           | 4 / 12          | Reformistas e Conservadores Europeus              |
|                 | Liberais e Democratas Flamengos | 3 / 12          | Aliança dos Liberais e Democratas pela Europa     |
|                 | Democratas-Cristãos e Flamengos | 2 / 12          | Grupo do Partido Popular Europeu                  |
|                 | Partido Socialista - Diferente  | 1 / 12          | Aliança Progressista dos Socialistas e Democratas |
|                 | Groen                           | 1 / 12          | Grupo dos Verdes/Aliança Livre Europeia           |
|                 | Vlaams Belang                   | 1 / 12          | Europa das Nações e das Liberdades                |
| Região Francesa |                                 |                 |                                                   |
|                 | Partido Socialista              | 3 / 8           | Aliança Progressista dos Socialistas e Democratas |
|                 | Movimento Reformador            | 3 / 8           | Aliança dos Liberais e Democratas pela Europa     |
|                 | Ecolo                           | 1 / 8           | Grupo dos Verdes/Aliança Livre Europeia           |
|                 | Centro Democrático Humanista    | 1 / 8           | Grupo do Partido Popular Europeu                  |
| Região Alemã    |                                 |                 |                                                   |
|                 | Partido Social Cristã           | 1 / 1           | Grupo do Partido Popular Europeu                  |

### Grupos Parlamentares
| Grupo | Grupo                                             | Deputados |
| ----- | ------------------------------------------------- | --------- |
|       | Aliança dos Liberais e Democratas pela Europa     | 6 / 21    |
|       | Reformistas e Conservadores Europeus              | 4 / 21    |
|       | Aliança Progressista dos Socialistas e Democratas | 4 / 21    |
|       | Grupo do Partido Popular Europeu                  | 4 / 21    |
|       | Grupo dos Verdes/Aliança Livre Europeia           | 2 / 21    |
|       | Europa das Nações e das Liberdades                | 1 / 21    |

## Principais partidos
Os principais partidos concorrentes são os seguintes:

### Região Flamenga
| Partido | Partido                         | Cabeça de Lista     | Afiliação Europeia                                       |
| ------- | ------------------------------- | ------------------- | -------------------------------------------------------- |
|         | Nova Aliança Flamenga           | Geert Bourgeois     | Aliança Livre Europeia                                   |
|         | Liberais e Democratas Flamengos | Guy Verhofstadt     | Partido da Aliança dos Liberais e Democratas pela Europa |
|         | Democratas-Cristãos e Flamengos | Kris Peeters        | Partido Popular Europeu                                  |
|         | Partido Socialista - Diferente  | Kathleen Van Brempt | Partido Socialista Europeu                               |
|         | Groen                           | Petra De Sutter     | Partido Verde Europeu                                    |
|         | Vlaams Belang                   | Gerolf Annemans     | Aliança Europeia dos Povos e das Nações                  |
|         | Partido do Trabalho da Bélgica  | Line De Witte       |                                                          |

### Região Francesa
| Partido | Partido                            | Cabeça de Lista   | Afiliação Europeia                                       |
| ------- | ---------------------------------- | ----------------- | -------------------------------------------------------- |
|         | Partido Socialista                 | Paul Magnette     | Partido Socialista Europeu                               |
|         | Movimento Reformador               | Olivier Chastel   | Partido da Aliança dos Liberais e Democratas pela Europa |
|         | Ecolo                              | Philippe Lamberts | Partido Verde Europeu                                    |
|         | Centro Democrático Humanista       | Benoît Lutgen     | Partido Popular Europeu                                  |
|         | Partido Popular                    | Yasmine Dehaene   |                                                          |
|         | Partido do Trabalho da Bélgica     | Marc Botenga      |                                                          |
|         | Frente Democrática dos Francófonos | Benoît Cassart    |                                                          |

### Região Alemã
| Partido | Partido                          | Cabeça de Lista     | Afiliação Europeia                                       |
| ------- | -------------------------------- | ------------------- | -------------------------------------------------------- |
|         | Partido Social Cristã            | Pascal Arimont      | Partido Popular Europeu                                  |
|         | Ecolo                            | Shqiprim Thaqi      | Partido Verde Europeu                                    |
|         | Partido da Liberdade e Progresso | Yves Derwahl        | Partido da Aliança dos Liberais e Democratas pela Europa |
|         | Partido Socialista               | Matthias Zimmermann | Partido Socialista Europeu                               |
|         | ProDG                            | Lydia Klinkenberg   |                                                          |
|         | Vivant                           | Alain Mertes        |                                                          |

## Resultados Oficiais

### Região Flamenga
| Partido                 | Partido                         | Votos     | %               | +/-   | Deputados | +/-     |
| ----------------------- | ------------------------------- | --------- | --------------- | ----- | --------- | ------- |
|                         | Nova Aliança Flamenga           | 954 048   | 22,44 / 100,00  | 4,23  | 3 / 12    | 1       |
|                         | Vlaams Belang                   | 811 169   | 19,08 / 100,00  | 12,32 | 3 / 12    | 2       |
|                         | Liberais e Democratas Flamengos | 678 051   | 15,95 / 100,00  | 4,45  | 2 / 12    | 1       |
|                         | Democratas-Cristãos e Flamengos | 617 651   | 14,53 / 100,00  | 5,43  | 2 / 12    | Estável |
|                         | Groen                           | 525 908   | 12,37 / 100,00  | 1,75  | 1 / 12    | Estável |
|                         | Partido Socialista - Diferente  | 434 002   | 10,21 / 100,00  | 2,98  | 1 / 12    | Estável |
|                         | Partido do Trabalho da Bélgica  | 210 391   | 4,95 / 100,00   | 2,55  | 0 / 12    | Estável |
|                         | Outros (com menos de 1,00%)     | 20 385    | 0,48 / 100,00   |       | 0 / 12    |         |
| Votos Inválidos         |                                 |           |                 |       |           |         |
| Total                   | Total                           | 4 251 605 | 100,00 / 100,00 |       | 12 / 12   |         |
| Eleitorado/Participação |                                 |           |                 |       |           |         |
| Fonte                   | Fonte                           | [ 4 ]     | [ 4 ]           | [ 4 ] | [ 4 ]     | [ 4 ]   |

### Região Francesa
| Partido                 | Partido                            | Votos     | %               | +/-   | Deputados | +/-     |
| ----------------------- | ---------------------------------- | --------- | --------------- | ----- | --------- | ------- |
|                         | Partido Socialista                 | 651 157   | 26,69 / 100,00  | 2,60  | 2 / 8     | 1       |
|                         | Ecolo                              | 485 655   | 19,91 / 100,00  | 8,22  | 2 / 8     | 1       |
|                         | Movimento Reformador               | 470 654   | 19,29 / 100,00  | 7,81  | 2 / 8     | 1       |
|                         | Partido do Trabalho da Bélgica     | 355 883   | 14,59 / 100,00  | 9,11  | 1 / 8     | 1       |
|                         | Centro Democrático Humanista       | 218 078   | 8,94 / 100,00   | 2,42  | 1 / 8     | Estável |
|                         | Frente Democrática dos Francófonos | 144 555   | 5,92 / 100,00   | 2,54  | 0 / 8     | Estável |
|                         | Partido Popular                    | 113 793   | 4,66 / 100,00   | 1,32  | 0 / 8     | Estável |
| Votos Inválidos         |                                    |           |                 |       |           |         |
| Total                   | Total                              | 2 439 775 | 100,00 / 100,00 |       | 8 / 8     |         |
| Eleitorado/Participação |                                    |           |                 |       |           |         |
| Total                   | Total                              | [ 5 ]     | [ 5 ]           | [ 5 ] | [ 5 ]     | [ 5 ]   |

### Região Alemã
| Partido                 | Partido                          | Votos  | %               | +/-   | Deputados | +/-     |
| ----------------------- | -------------------------------- | ------ | --------------- | ----- | --------- | ------- |
|                         | Partido Social Cristã            | 14 247 | 34,94 / 100,00  | 4,60  | 1 / 1     | Estável |
|                         | Ecolo                            | 6 675  | 16,37 / 100,00  | 0,29  | 0 / 1     | Estável |
|                         | ProDG                            | 5 360  | 13,14 / 100,00  | 0,09  | 0 / 1     | Estável |
|                         | Partido da Liberdade e Progresso | 4 684  | 11,49 / 100,00  | 4,57  | 0 / 1     | Estável |
|                         | Partido Socialista               | 4 655  | 11,42 / 100,00  | 3,70  | 0 / 1     | Estável |
|                         | Vivant                           | 4 550  | 11,16 / 100,00  | 2,56  | 0 / 1     | Estável |
|                         | Os Animais                       | 606    | 1,49 / 100,00   | Novo  | 0 / 1     | Novo    |
| Votos Inválidos         | Votos Inválidos                  | 3 078  | 7,02 / 100,00   | 4,02  |           |         |
| Total                   | Total                            | 43 855 | 100,00 / 100,00 |       | 1 / 1     |         |
| Eleitorado/Participação | Eleitorado/Participação          | 51 123 | 85,78 / 100,00  | 0,56  |           |         |
| Fonte                   | Fonte                            | [ 6 ]  | [ 6 ]           | [ 6 ] | [ 6 ]     | [ 6 ]   |

## Composição Atual

### Partidos Nacionais
| Partido         | Partido                         | Deputados       | Grupo                                             |
| Região Flamenga | Região Flamenga                 | Região Flamenga | Região Flamenga                                   |
| --------------- | ------------------------------- | --------------- | ------------------------------------------------- |
|                 | Nova Aliança Flamenga           | 3 / 12          | Reformistas e Conservadores Europeus              |
|                 | Vlaams Belang                   | 3 / 12          | Identidade e Democracia                           |
|                 | Liberais e Democratas Flamengos | 2 / 12          | Renovar Europa                                    |
|                 | Democratas-Cristãos e Flamengos | 2 / 12          | Grupo do Partido Popular Europeu                  |
|                 | Groen                           | 1 / 12          | Grupo dos Verdes/Aliança Livre Europeia           |
|                 | Partido Socialista - Diferente  | 1 / 12          | Aliança Progressista dos Socialistas e Democratas |
| Região Francesa |                                 |                 |                                                   |
|                 | Partido Socialista              | 2 / 8           | Aliança Progressista dos Socialistas e Democratas |
|                 | Ecolo                           | 2 / 8           | Grupo dos Verdes/Aliança Livre Europeia           |
|                 | Movimento Reformador            | 2 / 8           | Renovar Europa                                    |
|                 | Partido do Trabalho da Bélgica  | 1 / 8           | Esquerda Unitária Europeia/Esquerda Nórdica Verde |
|                 | Centro Democrático Humanista    | 1 / 8           | Grupo do Partido Popular Europeu                  |
| Região Alemã    |                                 |                 |                                                   |
|                 | Partido Social Cristã           | 1 / 1           | Grupo do Partido Popular Europeu                  |

### Grupos Parlamentares
| Grupo | Grupo                                             | Deputados |
| ----- | ------------------------------------------------- | --------- |
|       | Renovar Europa                                    | 4 / 21    |
|       | Grupo do Partido Popular Europeu                  | 4 / 21    |
|       | Reformistas e Conservadores Europeus              | 3 / 21    |
|       | Identidade e Democracia                           | 3 / 21    |
|       | Aliança Progressista dos Socialistas e Democratas | 3 / 21    |
|       | Grupo dos Verdes/Aliança Livre Europeia           | 3 / 21    |
|       | Esquerda Unitária Europeia/Esquerda Nórdica Verde | 1 / 21    |